# Hads Herred
Hads Herred var tidligere et herred i Århus Amt. Hads Herred grænser mod nord til Ning Herred, fra hvilket det for en del skilles ved Norsminde Fjord (Kysing Nor)
med Norsminde og Odder Å, mod vest til Hjelmslev og Voer Herred , mod syd til Horsens Fjord, i hvilken det mod sydøst udsender halvøen Gyllingnæs, og mod øst til Kattegat. Øen Alrø i fjorden hører til herredet.
Hads Herred blev i Kong Valdemars Jordebog kaldt Harzhæreth, og skal have navn efter „Hattis Ø", der var navnet paa den ø, som tidligere dannede herredets sydøstlige del, idet Norsminde
Fjord i sin Tid har stået i forbindelse med Horsens Fjord gennem en lavning øst for Odder over Randlev og Ørting Moser. 
Af tingsteder har været nævnt et sted ved Balle og på Tingbanke ved Rodsteenseje. Senere ved den nu nedlagte Ulv Kirke. Den ældste kendte tingbog begynder 12. januar 1657 og er ført af en skriver fra Fillerup ved navn Jesper Rasmussen. Tilforordnet for herredsfogden var gårdmand Just Nielsen fra Ousted.
Herredet hørte i middelalderen til
Løversyssel, og var i den sidste del af middelalderen pantsat til bispedømmet i Århus. Det blev efter reformationen lagt under Aarhusgaard Len, men blev allerede i 1548 gjort til sit eget len med hovedsæde på Åkær. I en periode var det lagt sammen med Skanderborg Len (1597-1650). I 1660 blev det til Åkær Amt, men allerede året efter lagt sammen med Skanderborg Amt. I 1799 blev det lagt ind under Århus Amt. 

## Herregårdene i Hads Herred
Ved Frederik 2.s død i 1588 var næsten alt gods i Hads Herred i kronens eje. Da Skåne ved fredsslutningen i 1658 blev svensk, byttede Rigshofmester Joachim Gersdorff (1611-1661) alt sit gods i Skåne mod 1200 td. hartkorn på Samsø og 1900 td. htk. i Hads Herred. Gersdorffs arvinger delte Hads Herred mellem sig og byggede en række herregårde: Rathlousdal, Hovedstrup (Rodstenseje), Porsborg (Gersdorffslund) og Kanne (Rantzausgave) samt Åkær, Dybvad og det yngste skud på stammen, Gyllingnæs.

## Sogne i Hads Herred
- Alrø Sogn – (Odder Kommune)
- Bjerager Sogn – (Odder Kommune)
- Falling Sogn – (Odder Kommune)
- Gosmer Sogn – (Odder Kommune)
- Gylling Sogn – (Odder Kommune)
- Halling Sogn – (Odder Kommune)
- Hvilsted Sogn – (Århus Kommune)
- Hundslund Sogn – (Odder Kommune)
- Nølev Sogn – (Odder Kommune)
- Odder Sogn – (Odder Kommune)
- Randlev Sogn – (Odder Kommune)
- Saksild Sogn – (Odder Kommune)
- Torrild Sogn – (Odder Kommune)
- Ørting Sogn – (Odder Kommune)

## Eksterne kilder og henvisninger
- Hads Herred i J.P. Trap: Kongeriget Danmark, udarbejdet af H. Weitemeyer (3. udgave, 5. bind, 1906)

55°56′58.5″N 10°8′47.61″Ø / 55.949583°N 10.1465583°Ø